# إرنيستو تشابارو
إرنيستو تشابارو إسكويفيل (بالإسبانية: Ernesto Chaparro)‏ (3 يناير 1901 – 10 يوليو 1957) لاعب كرة قدم تشيلي راحل كان يجيد اللعب في خط الدفاع .
لعب طوال مسيرته الرياضية في نادي كولوكولو . شارك مع منتخب تشيلي في بطولة كأس العالم 1930 في الأوروغواي .

## وصلات خارجية
- إرنيستو تشابارو على موقع الاتحاد الدولي (مؤرشف)  (الإنجليزية)
- إرنيستو تشابارو على موقع قاعدة بيانات كرة القدم.إي يو (الإنجليزية)
- إرنيستو تشابارو على موقع ناشيونال فوتبول تيمز (الإنجليزية)
- إرنيستو تشابارو على موقع Soccerway.com (الإنجليزية)
- إرنيستو تشابارو على موقع عالم كرة القدم.نت (الإنجليزية)
- إرنيستو تشابارو على موقع أوليمبيديا (الإنجليزية)

- هذا السيرة الذاتية